# Drosophila decolor
Drosophila decolor este o specie de muște din genul Drosophila, familia Drosophilidae, descrisă de Tsacas și Chassagnard în anul 1994.
Este endemică în Camerun. Conform Catalogue of Life specia Drosophila decolor nu are subspecii cunoscute.